# Кеульское муниципальное образование
Кеульское муниципальное образование — упразднённое муниципальное образование со статусом сельского поселения в
Усть-Илимском районе Иркутской области России.
Административный центр — поселок Кеуль.
Находилось в зоне затопления БоГЭС. На июль 2013 года в поселении практически никто не живёт
Законом Иркутской области от 26 декабря 2016 года № 125-ОЗ Кеульское муниципальное образование было упразднено, а его территория вошла в состав муниципального образования «Усть-Илимский район» в качестве межселенной территории.

## Демография
По результатам Всероссийской переписи населения 2010 года
численность населения муниципального образования составила 917 человек, в том числе 447 мужчин и 470 женщин.
| 2010 | 2011 | 2012 | 2013 | 2015 | 2016 |
| ---- | ---- | ---- | ---- | ---- | ---- |
| 917  | ↘914 | ↗975 | ↘971 | ↘0   | →0   |

## Населенные пункты
В состав муниципального образования входили населенные пункты
- Кеуль
- Тушама